# Cmentarz żołnierzy niemieckich w Nazarecie
Cmentarz żołnierzy niemieckich w Nazarecie (niem. Deutscher Soldatenfriedhof) – cmentarz wojenny położony w Nazarecie na północy Izraela. Pochowano na nim 261 żołnierzy niemieckich, którzy na terytorium Palestyny walczyli podczas I wojny światowej po stronie Imperium Osmańskiego.

## Położenie
Cmentarz jest położony w północno-wschodniej części miasta Nazaret, na terenie należącym do Szpitala Świętej Rodziny (tzw. Szpital Włoski).

## Historia
Podczas I wojny światowej (1914-1918) grupa niemieckich żołnierzy walczyła w Palestynie po stronie Imperium Osmańskiego (Państwa centralne). Byli to w większości członkowie 1. Królewskiego Bawarskiego Batalionu Lotniczego (niem 1. Königlich Bayerisches Fliegerbataillon). Przybyli oni do Palestyny w dniu 25 sierpnia 1917 roku (277 żołnierzy i około 300 ton sprzętu wojskowego). Dowódcą był kapitan Franz Josef Walz. Zespół osiągnął gotowość bojową 25 października 1917 roku w Irak al-Manszija. Ich głównym zadaniem było rozpoznanie lotnicze, obrona przed wrogimi samolotami linii kolejowej Hidżaz oraz bombardowanie celów wojskowych. Gdy 31 października alianci zajęli Beer Szewę, niemiecki zespół liczący sześć samolotów został ewakuowany na północ w rejon Afuli. Siedziba dowództwa znajdowała się w Nazarecie. W tutejszym Szpitalu Włoskim urządzono niemiecki szpital polowy nr 213. Zmarło tutaj 51 niemieckich żołnierzy, których pochowano obok szpitala. W połowie września 1918 roku zespół ewakuował się do Aleppo. Po zawarciu rozejmu, pozostałości niemieckiego oddziału powróciły w styczniu 1919 roku do Niemiec.
Zawarty w 1919 roku Traktat wersalski zobowiązywał wszystkie strony zakończonej wojny do utworzenia cmentarzy wojennych. Zgodnie z tymi postanowieniami (art. 225, VI część), niemiecki konsul podpisał w grudniu 1928 roku odpowiednią umowę z władzami Brytyjskiego Mandatu Palestyny. Celem było utworzenie centralnego cmentarza wojennego, na którym pochowano by wszystkich poległych w Palestynie żołnierzy niemieckich (z wyłączeniem tych, którzy zostali pochowani na brytyjskim cmentarzu wojskowym i w Jerozolimie). W 1934 roku brytyjskie władze nabyły ziemię pod cmentarz, przekazując ją w dzierżawę Niemcom na 999 lat. Komisja Niemieckich Grobów Wojennych (niem. Volksbund Deutsche Kriegsgräberfürsorge) zobowiązała się sfinansować budowę cmentarza, który został zaprojektowany przez architekta Roberta Carpentera. Szczątki poległych żołnierzy niemieckich zebrano z całego kraju i pochowano w jednym miejscu. Miejsca pochówku żołnierzy przy szpitalu pozostawiono nienaruszone. Otwarcie nekropolii nastąpiło 30 czerwca 1935 roku. Każdego roku w Dzień Pamięci na cmentarzu odbywała się skromna uroczystość na której byli obecni pracownicy niemieckiej ambasady i zaproszeni attaché wojskowi z innych krajów. Po II wojnie światowej cmentarz ucierpiał w wyniku wandalizmu i kradzieży. Sytuacja zmieniła się dopiero po 1967 roku, gdy Izrael nawiązał stosunki dyplomatyczne z Republiką Federalną Niemiec. W 1967 i 1982 roku cmentarz odnowiono. Od 1984 roku Ambasada Niemiec w Izraelu organizuje na cmentarzu coroczne nabożeństwo żałobne.

## Nekropolia
Cmentarz zajmuje powierzchnię 1200 m² na niewielkim wzgórzu przy Szpitalu Świętej Rodziny. Porządek na nekropolii utrzymują pracownicy szpitala. Wejście na cmentarz jest możliwe tylko poprzez teren szpitala - jest on położony w obrębie chrześcijańskiego cmentarza klasztornego. Na cmentarzu wzniesiono wieżę ze specjalnie przywiezionym z Niemiec dzwonem. Na wewnętrznych ścianach umieszczono drewniane krzyże ze śrubami i fragmentami śmigieł rozbitych samolotów.